# ソタイ 〜組織犯罪対策部vs反社会勢力〜
ソタイ 〜組織犯罪対策部vs反社会勢力〜（ソタイ 〜そしきはんざいたいさくぶvsはんしゃかいせいりょく〜）は、2020年発売の阿部亮平主演のオリジナルビデオ。販売元はオールイン エンタテインメント。2巻まで発売されている。

## 概要
「犯罪都市・新宿」の社会の暗部に目を光らせているのが警視庁組織犯罪対策部、通称「ソタイ」である。その中の、捜査の突破口を切り開くためだけに立ち上げられた特殊セクション「遊撃課」が、実態が掴めないヤクザ組織「黒龍会」殲滅の為に立ち向かう。

## キャスト
- 警視庁組織犯罪対策部 四課刑事→遊撃課刑事 牛島信明 - 阿部亮平
- 警視庁組織犯罪対策部 遊撃課刑事(元ソタイ二課) 崎山幸恵 - うえのやまさおり
- 警視庁組織犯罪対策部 遊撃課刑事 能勢克己 - 村内孝志
- 警視庁組織犯罪対策部 遊撃課刑事 穂高真(元四課刑事) - 本宮泰風（1）
- 警視庁組織犯罪対策部 遊撃課課長 田村信二 - 中野裕斗
- 警視庁組織犯罪対策部 四課刑事 - 坂本つとむ
- 警視庁組織犯罪対策部 四課刑事 - 山田浩市
- 警視庁組織犯罪対策部 統括本部 - 格清俊光
- 警視庁組織犯罪対策部 統括本部長 佐古竜二 - 淺野潤一郎
- 遊撃課でアルバイトしているハッカー(井畑学) - 幕雄仁
- 輸入製薬会社グレースのOL ミキ(幸恵の友人) - 二木二葉（1）
- 輸入製薬会社グレース社員 - 佐藤聖之（1）
- 黒龍会総長 矢沢組組長 矢沢栄吾 - 中村龍介
- 黒龍会副総長 熊谷組組長 熊谷康夫 - 小坂正三
- 黒龍会幹部 水原孝也 - 関口アナン
- 黒龍会熊谷組組員 - 小林敏和
- 関西 三阪会若頭 清田和正 - 河本タダオ
- 中国人マフィア - 河合寛之（2）

ナレーション
- 中野裕斗

## スタッフ
- 監督・ガンエフェクト：浅生マサヒロ
- 営業統括：草野拓郎
- プロデューサー：大岩良江、藤原健一
- ラインプロデューサー：旭正嗣
- 脚本：原田晴司
- 撮影・照明：田宮健彦
- 録音：廣木邦人
- 編集：永田佳大
- ガンエフェクト：浅生マサヒロ
- 助監督：芦野広忠
- ヘアメイク：坂口佳那恵
- 衣装協力：大石幸平
- スチール：中居拳子
- キャスティング協力：野口美奈、河合寛之
- 制作協力：クイーンズカンパニー
- 製作・発売：「ソタイ」製作委員会
- 販売元：オールイン エンタテインメント

## DVDリリース
| タイトル                               | ジャケットコピー | 発売日     |
| -------------------------------------- | ---------------- | ---------- |
| ソタイ 〜組織犯罪対策部vs反社会勢力〜  | より深く潜入せよ | 2020/09/25 |
| ソタイ2 〜組織犯罪対策部vs反社会勢力〜 | 正義を貫け─      | 2020/11/25 |